# Silo, Oklahoma
Silo är en ort i Bryan County, Oklahoma, USA.